# Scott Adams (rysownik)

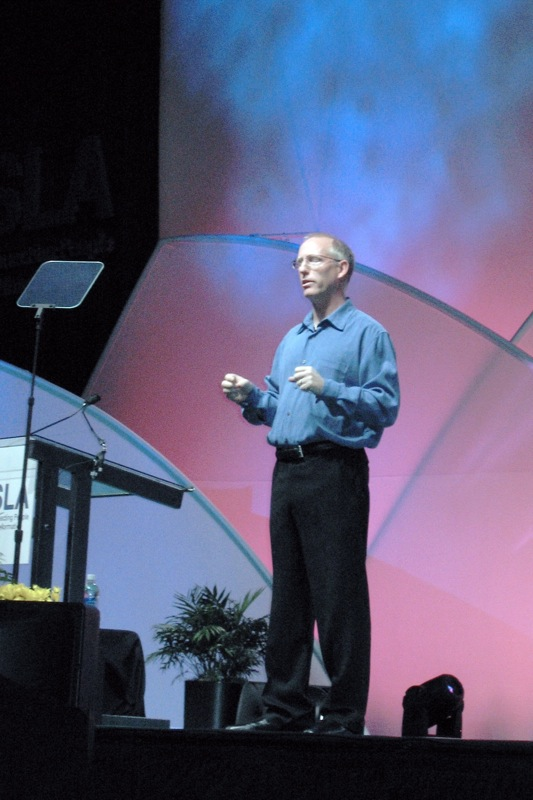
Scott Adams (2007)

Scott Adams (ur. 8 czerwca 1957 w Wingham, Nowy Jork) – rysownik amerykański, twórca Dilberta, bohatera wielu jego książek i pasków komiksowych. Autor książek z przymrużeniem oka traktujących pracę w wielkiej amerykańskiej firmie. Zanim zaczął zarabiać na życie jako rysownik, sam pracował jako kasjer, programista, analityk finansowy, czy product manager w Crocker National Bank. Jest autorem wielu książek, m.in. filozoficznej książki „God's debris” (Okruchy Boga).
Jest wegetarianinem i członkiem Mensy.

## Książki (dostępne po polsku)
- Zasada Dilberta (The Dilbert Principle, 1996)
- Piesberta ściśle tajny podręcznik szefowania  (Dogbert's Top Secret Management Handbook, 1996)
- Przyszłość według Dilberta (The Dilbert Future, 1997)
- Radość z pracy według Dilberta (The Joy of Work, 1998)
- Dilbert i (nie tylko) biurowi kombinatorzy (Dilbert and the Way of the Weasel, 2002)
- Dilbert i cała biurowa mena(d)żeria 2003
- Gdy język ciała zawodzi 2007
- Twoja głowa jarzy się jak świetlówka (The Fluorescent Light Glistens Off Your Head, 2008)
- Losowe akty zarządzania (Random Acts of Management, 2009)
- Jak przegrać prawie wszystko i wyjść z tego zwycięsko (How to Fail at Almost Everything and Still Win Big, 2018)